# Контровый свет
Контрово́й свет, Контражур — освещение в фотографии и живописи, при котором источник света располагается позади объекта и очень силён либо близко расположен. Такое освещение создаёт линию светового контура, которая может расширяться при увеличении интенсивности или удалении источника света от объекта. Контровой свет используется художниками и фотографами в тех условиях, когда необходимо передать чёткий контур объекта, а не его форму, например при фотосъёмке силуэтов. Контровой источник света можно использовать также при стандартной портретной съёмке в качестве дополнительного.
Если съёмка не является силуэтной или портретной (например, снимается с натуры), контрового света (будь то солнце или какой-либо осветительный прибор) необходимо избегать для того, чтобы качество фотографий было наиболее высоким, а все запечатлённые объекты были в достаточной мере рельефны.